# Werner Stocker
Werner Stocker, född 14 augusti 1961, är en schweizisk före detta bobåkare.
Stocker blev olympisk guldmedaljör i fyrmansbob vid vinterspelen 1988 i Calgary.